# こやまゆかり
こやま ゆかり（本名：藤野 由雅利、12月23日 - ）は、日本の漫画家。大阪府摂津市生まれ、茨木市在住（1991年時点）。吹田東高校卒業。

## 経歴
昼間は会社員（OL）として働きながら夜間は漫画制作という生活で投稿した『プリテンダー』が「第12回mimi 新人まんが賞」の佳作を受賞し、1988年、『mimi Carnival』9月号（講談社）に掲載されデビューを果たす。
デビューから4ヶ月後には、その後長期シリーズとなる『あなたにホの字』（全11巻）の読切1作目『恋の?温泉旅行』を同誌12月号に描いた。以降、『mimi（月2回刊行時代のFORTNIGHTLY mimi）』や『Kiss』（講談社）などを主な活動の場としている。女性視点での多くの恋愛ドラマを発表。
1991年、作者の地元タウン誌インタビューで漫画家になった経緯を問われると、子供の頃から仕事にしようと考えた事はなかったが、ストーリーを書くのが好きで誰かに読んで貰いたくて『mimi』に応募・入賞したのがキッカケで担当者から誘われたと答えている。また漫画家として特別に修業をした経験はなく自己流な事、目標とする漫画家として『柴門ふみ』の名前を挙げ、「人間を描ける漫画家になりたい」と語っている。
1992年『Kiss』創刊4月号では、まだ新人漫画家である自身の新連載『肩ごしに投げキッス』（見開きカラー扉絵）が巻頭を飾らせていただいたと、同誌の20年間を振り返る企画クロニクルに於いて「1番の思い出」としてエッセイ漫画に描いた。
高い作家性から原作の提供も多く、『Kiss』2017年8月号より『やんごとなき一族』の連載を開始。丸7年続いた代表作の1つ『バラ色の聖戦』の巻数に次ぐ長期シリーズとなっている（2025年5月現在：既刊18巻）。

### 人物
- 『バラ色の聖戦』（『Kiss』2009 - 2017年連載）の制作秘話を語ったインタビューでは、こやま自身も既婚者で漫画家として働きながら、主人公の真琴同様に家事や子育てをこなしていた事や、夫の理解なしでは両立は出来なかったと吐露している（2022年[11]）。
- 1990年に結婚し1996年に出産で、育児をしながら仕事との両立は寝るヒマもないほどハードな日々だが、それもいつか漫画のネタになると考え頑張っていると2000年頃の追っかけ取材で語った[1]。妊娠中も出産後も容赦なく、出産時は陣痛が始まっても連載のネームを仕上げてFAXし、出産2時間後には担当編集者より公衆電話でお祝いの言葉と共に退院したらOKしたネームの原稿に取り掛かってと依頼された逸話も[8]。
- 作者こやまは大阪府出身だが、2016年8月に高知県四万十市の市立中央公民館にて、四万十市ゆかりの漫画家として原画展を開催している[12]。

## 作風・評価
等身大かつ時代を切り取ったストーリーは、多くの社会人女性や主婦層を中心に支持されている。
恋愛に関わる普遍的な女性の喜びや悩みや不遇な立場を扱う作品は、年代を超えた共感を呼び、ロングセラーとなっている。
2017年に連載終了した『バラ色の聖戦』（2011年テレビドラマ化）が、2年後、デジタル配信書店『BookLive』の「少女マンガ・女性マンガ部門2019年上半期ランキング」第1位を獲得するなど（集計期間：2019年1 - 6月）、読者から息の長い支持をされている。
同作品の掲載誌『Kiss』元編集長・鈴木学は、同誌の看板作品であり読者から圧倒的な支持を得ていたと、編集長イチオシ漫画特集記事でコメント。また『Kiss』という雑誌にはドラマチックな恋愛漫画があるというイメージを作り上げたメイン作家の1人として作者の名を挙げ、創刊から20年間中心で活躍している功績を称えた（2014年11月時点）。

## 作品リスト

### 漫画
- 最後の電話 －読み切り傑作集－：1997年11月11日発売【全1巻[17]】 ISBN 978-4-06-325748-9　※デビュー作「プリテンダー」を収録。
- ホリデイラブ 〜夫婦間恋愛〜【全8巻】（原作：こやまゆかり、漫画：草壁エリザ）
- やんごとなき一族【講談社「kiss」で連載中、既刊18巻】
- バラ色の聖戦【全20巻】
- スイート10【全7巻】
- 1／2の林檎【全14巻】
- あなたにほの字【全11巻[13]】
- バツイチ物語（×−物語）【全9巻】
- 指輪の約束【全4巻】
- ダブルベッド【全1巻】
- 5年目の意地っぱり【全１巻】
- 肩ごしに投げキッス【全2巻】
- オフィスメイト【全3巻】
- ポアソン【講談社：全13巻】（原作：こやまゆかり、漫画：霜月かよ子）
- Your Song【全1巻】（共著：こやまゆかり他多数、原作：平松愛理）

### テレビドラマ化
- スイート10 TBS愛の劇場　2008年3月
- バラ色の聖戦 テレビ朝日日曜ナイトプレミア　2011年9月
- ホリデイラブ テレビ朝日金曜ナイトドラマ　2018年1月
- やんごとなき一族 フジテレビ木曜劇場 2022年4月